# Libro Aperto (gruppo montuoso)

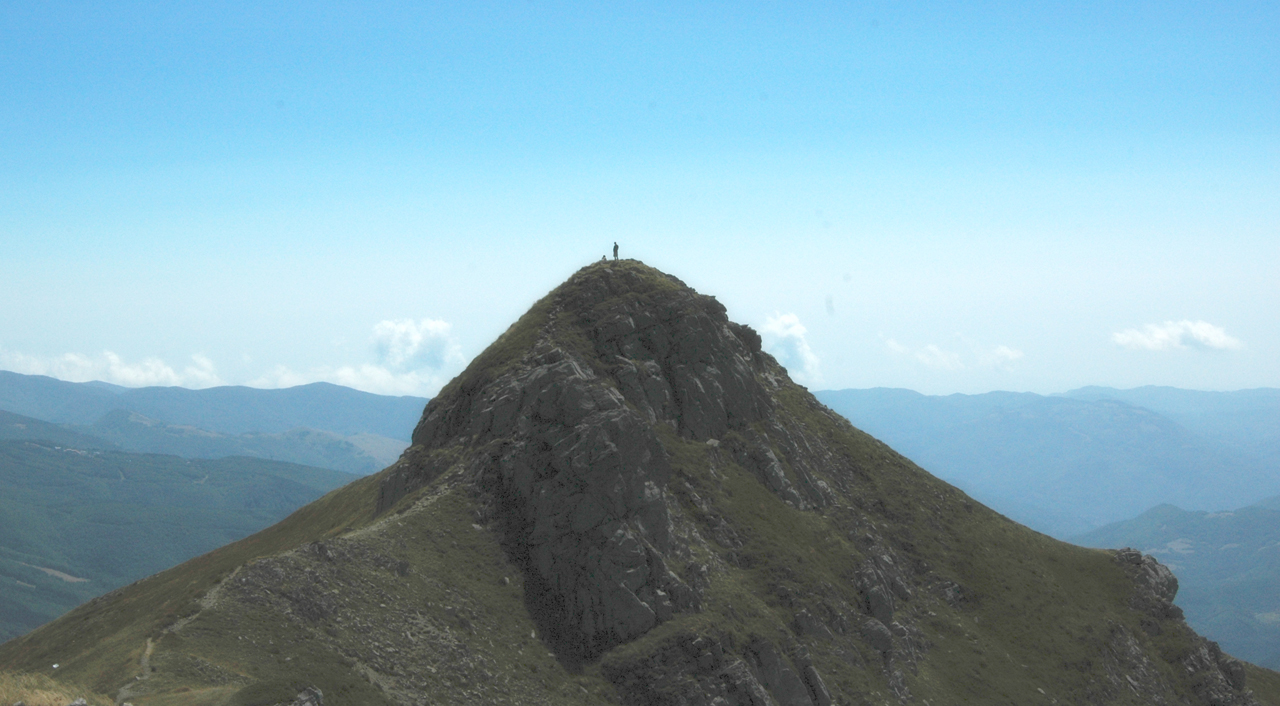
Il monte Rotondo, la cima principale del Libro Aperto, visto da Nord

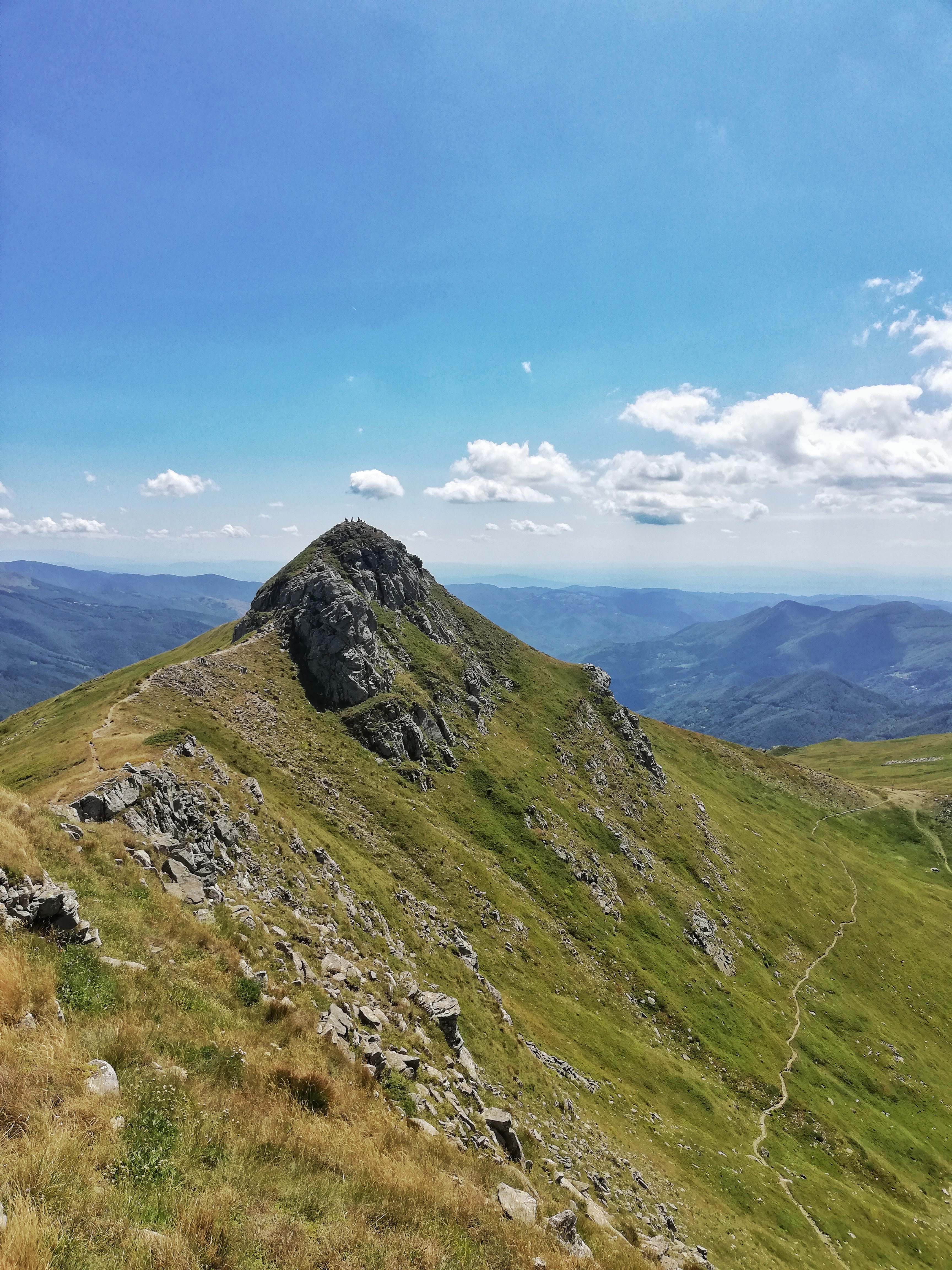
Monte Rotondo (1937 mt) in una splendida giornata di Agosto. Si nota in basso a destra il sentiero che parte dalla forcella che lo divide dal Monte Belvedere.

Il Libro Aperto è un gruppo montuoso costituito da due vette: Monte Rotondo (1.937 m s.l.m.) e Monte Belvedere (1.896 m s.l.m.). Viste dalla valle del torrente Lima, i versanti delle due cime appaiono dritti e incidenti, con un angolo tale da sembrare un enorme libro aperto: da qui l'etimologia. Le cime del Monte Libro Aperto si trovano a pochi metri dal confine tra la Toscana e l'Emilia-Romagna, difatti ricadono sia in provincia di Modena che in quella di Pistoia, fungono da spartiacque tra il bacino tirrenico e quello adriatico. Dalla cima principale si diparte inoltre una seconda cresta che separa le valli dei torrenti Leo e Scoltenna che, unendosi, generano il fiume Panaro. Tale cresta, proseguendo, culmina nel Monte Cimone, massima cima dell'Emilia-Romagna e dell'Appennino settentrionale.
Sul versante emiliano è presente un piccolo lago, il Lago della Risaia.

## Altri progetti

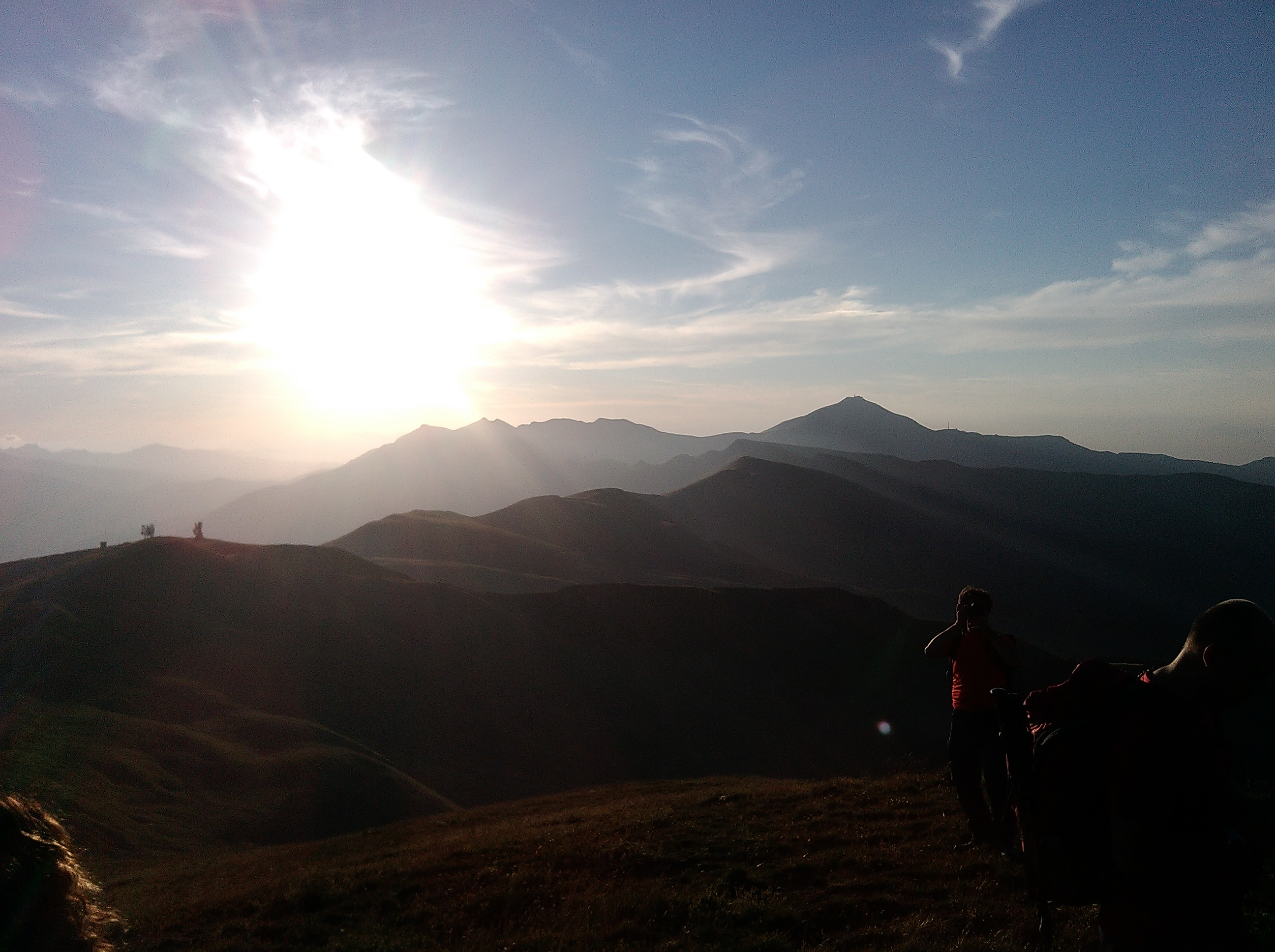
Tramonto sul Libro Aperto da Cima Tauffi, Appennino Tosco-Emiliano, Ospitale, Fanano